# 犬塚協太
犬塚 協太（いぬづか きょうた、1961年4月 - ）は、日本の社会学者（家族社会学・ジェンダー社会学・歴史社会学）。学位は、社会学修士（東京大学・1991年）。静岡県立大学男女共同参画推進センターセンター長・国際関係学部教授・大学院国際関係学研究科教授。

## 来歴
1961年に生まれる。
東京大学文学部第4類の社会学専修課程にて学んだ。卒業後は同大学の大学院に進み、社会学研究科社会学A専攻にて修士課程を修了した。
大学院修了後は、静岡県立大学にて採用され、国際関係学部にて助手に就任した。以降、講師、助教授、教授と昇任した。また、静岡県立大学大学院では看護学研究科も兼担した。現在は、静岡県立大学の国際関係学部国際関係学科にて教授を務めている。また、大学院では国際関係学研究科国際関係学専攻の教授も兼務している。

## 研究
社会学を専門としており、特に家族社会学やジェンダー社会学を中心とした研究を行っている。近代における家族の概念と形成過程や変動について調査を行ったり、グローバル化や女性解放運動が家庭に与える影響についても調べている。ジェンダーについては、特に政策面においての国際的な比較研究を試みている。また、歴史社会学についての研究も行っている。
2016年12月には、教員活動評価において業績が優秀と認められ静岡県立大学学長表彰を受けた。

## 略歴
- 1961年 - 誕生。
- 1986年 - 東京大学文学部社会学専修課程卒業。
- 1991年 - 東京大学大学院社会学研究科修士課程修了。
- 1991年 - 静岡県立大学国際関係学部助手。
- 1997年 - 静岡県立大学国際関係学部講師。
- 1997年 - 静岡県立大学大学院国際関係学研究科講師。
- 1998年 - 静岡県立大学国際関係学部助教授。
- 1998年 - 静岡県立大学大学院国際関係学研究科助教授。
- 2002年 - 静岡県立大学大学院看護学研究科助教授。
- 2007年 - 静岡県立大学国際関係学部教授。
- 2007年 - 静岡県立大学大学院国際関係学研究科教授。
- 2008年 - 静岡県立大学男女共同参画推進センター副センター長。
- 2012年 - 静岡県立大学男女共同参画推進センターセンター長。

## 賞歴
- 2016年 - 静岡県立大学学長表彰。

## 著作

### 編集
- 富沢寿勇・玉置泰明・犬塚協太共編『静岡県小笠郡大東町在日外国人調査報告書』静岡県立大学国際関係学部、1993年。

### 寄稿
- 犬塚協太稿「少子化対策と家族政策転換の方向性――男女共同参画政策のジェンダー論的一考察」片桐新自・丹辺宣彦編『近代資本制と主体性』東信堂、2003年。ISBN 4887134940
- 犬塚協太稿「沖縄における家族の『伝統』と『近代』――家族規範に関する『伝統の創造』の諸相をめぐって」静岡県立大学国際関係学部編『国際関係・比較文化研究』2巻1号、静岡県立大学国際関係学部、2003年。ISSN 13481231
- 犬塚協太稿「男女共同参画政策の推進とグローバル化への対応動向――その理念的特質の分析」静岡県立大学国際関係学部編『国際関係・比較文化研究』4巻1号、静岡県立大学国際関係学部、2005年。ISSN 13481231
- 犬塚協太稿「中国・グローバル化をめぐる社会状況――上海・杭州聴き取り調査の結果から」庄司興吉研究代表者『地球社会化にともなう市民意識と市民活動の社会学的研究――日本・アジア・アメリカ・ヨーロッパの実態比較をとおして』庄司興吉、2006年。
- 犬塚協太稿「社会・グローバル化と女性をめぐる社会の状況――公的セクターの政策における認識と理念」庄司興吉研究代表者『地球社会化にともなう市民意識と市民活動の社会学的研究――日本・アジア・アメリカ・ヨーロッパの実態比較をとおして』庄司興吉、2006年。
- 犬塚協太稿「ポスト近代家族における性別分業規範の変容とその類型化(1)」静岡県立大学国際関係学部編『国際関係・比較文化研究』4巻2号、静岡県立大学国際関係学部、2006年。ISSN 13481231
- 犬塚協太稿「ポスト近代家族における性別分業規範の変容とその類型化(2)」静岡県立大学国際関係学部編『国際関係・比較文化研究』5巻1号、静岡県立大学国際関係学部、2006年。ISSN 13481231
- 犬塚協太稿「地域ジェンダー政策の課題とグローバリゼーション」静岡県立大学国際関係学部編『国際関係・比較文化研究』5巻2号、静岡県立大学国際関係学部、2007年。ISSN 13481231
- 犬塚協太稿「『本土化』と『沖縄化』の中の沖縄の社会と意識――ある沖縄女性の生活史調査を通して」静岡県立大学国際関係学部編『国際関係・比較文化研究』6巻1号、静岡県立大学国際関係学部、2007年。ISSN 13481231